# Jake Szymanski
Pour les articles homonymes, voir Szymański.
Jake Szymanski, né le 30 novembre 1981 à Milwaukee, est un acteur, réalisateur, producteur et scénariste américain.

## Filmographie partielle
comme réalisateur
- 2010 : Presidential Reunion (court-métrage)
- 2015 : Sept jours en enfer
- 2016 : Hors contrôle
- 2017 : Pharmacy Road
- 2018 : Le Paquet